# 태평양의 독수리
태평양의 독수리(太平洋の鷲, The Eagle of the Pacific)는 일본에서 제작된 혼다 이시로 감독의 1953년 드라마, 전쟁 영화이다. 오코치 덴지로 등이 주연으로 출연하였다.

## 출연

### 주연
- 오코치 덴지로
- 니혼야나기 히로시
- 구로사와 아키라
- 야나기 에이지로